# Plaza de Santa Clara
La Plaza de Santa Clara, antiguamente llamada Plazuela de Alonso Casco, es una plaza ubicada en el centro histórico de Quito. Está delimitada por las calles Santa Clara al sur, Cuenca al oeste, Rocafuerte al norte y Benalcázar al este. La plaza cubre un área de 1671 m² y consiste de tres plataformas conectadas con gradas y siete jardineras.
A pesar de ser anterior al Monasterio de Santa Clara, edificación que domina todo el lado oeste, la plaza actualmente toma su nombre del monasterio. Sin embargo, originalmente se llamó Plazuela de Alonso Casco por el conquistador del mismo nombre avecindado en el lado sur de la plaza.

## Historia
En 1585 se intentó construir el Monasterio de la Concepción en esta plaza, proyecto que no prosperó. Más tarde, las monjas catalinas compraron un solar cercano donde fundaron el Monasterio de Santa Catalina de Siena, antes de trasladarlo a su lugar definitivo entre las calles Juan José Flores y Eugenio Espejo, muchas cuadras más al noroeste. Finalmente, en 1596 se fundó el Monasterio de Santa Clara, el tercer monasterio femenino más antiguo de la ciudad, en un amplio terreno hacia el occidente de la plaza, lugar que ocupa hasta la actualidad.

### Primeros vecinos
Según el historiador Fernando Jurado Noboa, esta era la disposición de casas alrededor de la plaza hacia 1560:
- Lado oriental: desde la esquina que conforman las actuales calles Rocafuerte y Cuenca se erigían las dos casas del conquistador y más tarde albañil o arquitecto empírico Alonso de Aguilar.[1] Más hacia el sur, y hasta llegar a la vieja quebrada de Ullaguanga o de los Gallinazos (más tarde de Jerusalén, actual Av. 24 de Mayo),[7] estaba avecindado el conquistador Juan Gutiérrez de Pernia.[1] Cruzando la actual calle Rocafuerte se especula que podría haber estado la casa de los conquistadores Hernando de la Parra o Martín de Mondragón.[1]
- Lado norte: había una huerta.
- Lado sur: se encontraba una casa del conquistador extremeño Alonso Casco,[8] de quien la plaza tomó su nombre original de Plazuela de Alonso Casco.[1]
- Lado occidental: desconocido.

### Carnicería y huerta
En sus inicios, los terrenos de esta plaza pertenecieron a los franciscanos y, durante el siglo XVI, fueron utilizados como una gran huerta. Por ejemplo, en 1538 fray Jodoco Ricke ya los usaba para sembrar trigo.
Brevemente, alrededor del año 1540, funcionó aquí la carnicería de la ciudad, que originalmente estaba ubicada en algún lugar cercano a la Catedral. Sin embargo, la carnicería sería trasladada de nuevo a su lugar definitivo en el lado sur de la Plaza del Teatro, en el lugar que actualmente ocupa el Teatro Nacional Sucre.

### Mercado de Santa Clara
En el siglo XX se construyó en esta plaza el primer mercado cerrado de la ciudad, el cual bloqueó la vista de la iglesia del Monasterio de Santa Clara. El mercado operó hasta la década de 1970. Su estructura de cristal y hierro hecha en Bélgica fue trasladada a la colina del Itchimbía donde hoy se le conoce como el Palacio de Cristal y que desde 2004 funciona como el Centro cultural Itchimbía.

## Descripción
La plaza cubre un área de 1671 m² y está dividida en tres plataformas poligonales conectadas entre ellas con gradas, esto permite a la plaza salvar el desnivel propio del terreno. Luego de una intervención hecha por el Municipio de Quito en 2020, en la plaza se instalaron siete jardineras y se plantaron alrededor de 1300 plantas. Cinco de las jardineras son altas y están delimitadas por bordillos. Mientras que las otras dos están al ras del piso. En cuanto a las plantas sembradas, estas incluyen buganvillas, durantas, lavandas y portulacas.

## Edificios
Entre las edificaciones que se cuentan alrededor de la plaza están:
- El Monasterio de Santa Clara, que ocupa todo el lado oriental.
- La parte trasera del Monasterio de El Carmen Alto, demarcada por una pequeña puerta que da acceso a él, sobre la calle Benalcázar, al oeste de la plaza.